# Dětská nemocnice (Brno)
Dětská nemocnice v Brně je zdravotnické zařízení určené pro pacienty v dětském věku. Nemocnice sídlí v Černých Polích v ulici Černopolní a je součástí Fakultní nemocnice Brno. Nemocniční areál je chráněn jako kulturní památka České republiky.

## Historie
V roce 1846 vznikl Spolek pro dětskou nemocnici sv. Cyrila a Metoděje, který chtěl v Brně zřídit nemocnici pro děti z chudých rodin. To se mu povedlo ještě téhož roku, kdy vznikla dětská nemocnice v dnešní Kounicově ulici. V 80. letech 19. století byla přestavěna a stala se součástí Všeobecné zemské nemocnice U sv. Anny. V průběhu let však její kapacita přestala postačovat, proto Spolek vybudoval v letech 1897–1898 zcela nové zdravotnické zařízení na dosud nezastavěném kopci nad Lužánkami, v Černých Polích. Dětská nemocnice císaře Františka Josefa byla slavnostně otevřena 30. listopadu 1898 a provozně začala fungovat od 1. ledna 1899. Jejím autorem byl zemský stavební ředitel Hugo Kranz, tvořena byla šesti samostatnými pavilony (s rezervou pro další tři) se 150 lůžky. Pozemky mezi dnešními ulicemi Černopolní, Helfertovou, Kunzovou a Milady Horákové, určené pro tento zdravotnický komplex, věnovalo město, většinu stavby finančně zabezpečila První moravská spořitelna. Nemocnice byla celá elektrifikovaná a patřila mezi tehdejší nejmodernější zařízení. V roce 1905 byla mírně rozšířena a během první světové války i první republiky si zachovala svoji kvalitu.

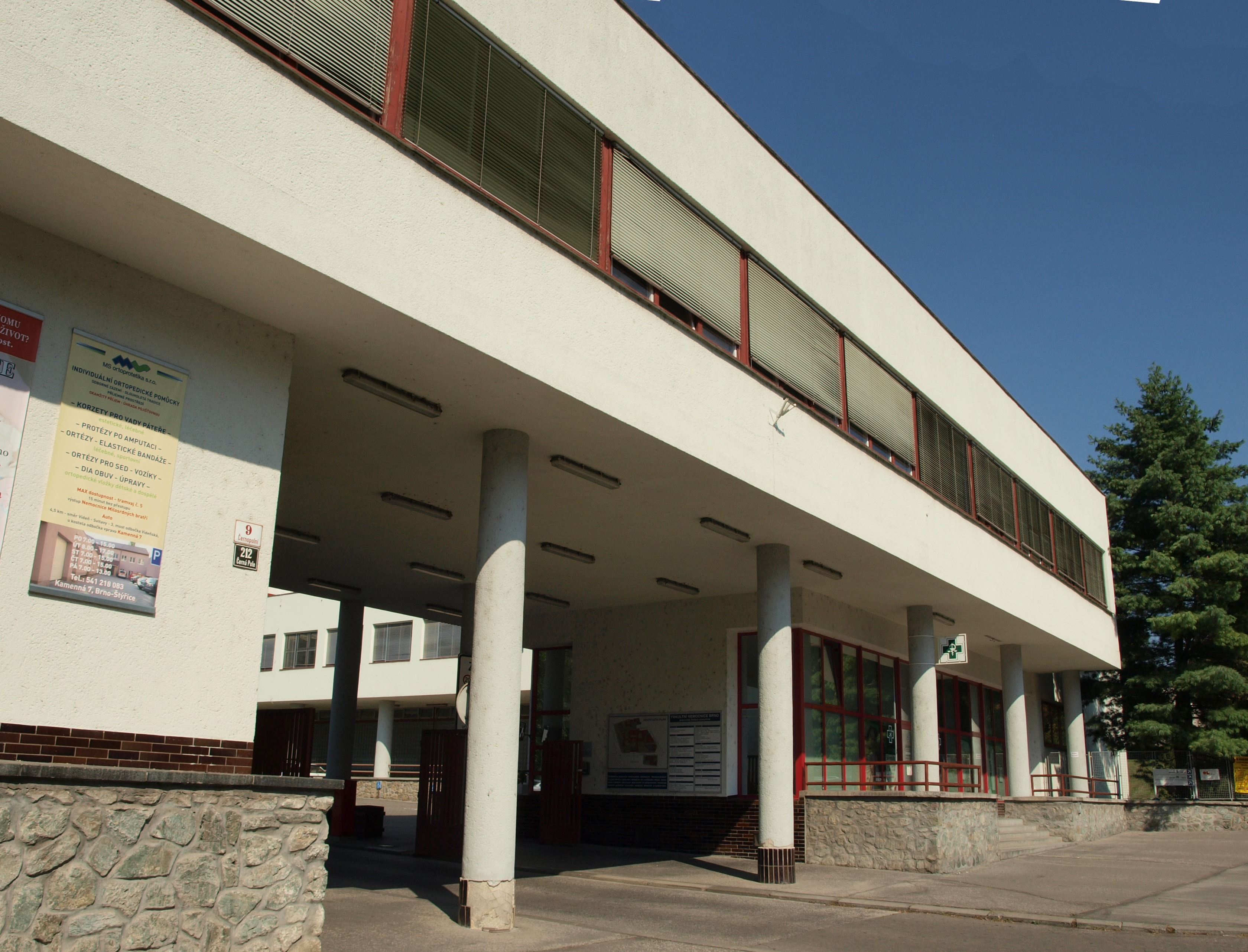
Vstupní trakt z ulice Černopolní

V roce 1941 se majitelem nemocnice stalo město a po druhé světové válce ji převzal Moravskoslezský zemský národní výbor (nově jako Státní oblastní dětská nemocnice v Brně-Černých Polích). Tehdy se nacházela v neutěšeném stavu, kdy nestačila ani rekonstrukce opuštěných a poškozených budov. Výbor roku 1946 rozhodl o výstavbě nové nemocnice. Zpočátku probíhaly diskuse o jejím umístění, nakonec však bylo zvoleno stávající místo, výstavba však nesměla narušit provoz starého komplexu. Projekt vypracoval Bedřich Rozehnal, který od 30. let navrhl již několik nemocničních areálů. Budování funkcionalistické novostavby proběhlo v letech 1948–1953, slavnostně otevřena byla 3. května 1953. Nejvýraznějším prvkem dětské nemocnice je pětipodlažní lůžkový pavilon B na půdorysu písmene Y s průběžnými terasami, které otvírají z pokojů pacientů výhled jižním směrem do parku a na město. Další operační, ambulantní a hospodářské části jsou ukryty za touto budovou v dlouhém bloku až k ulici Helfertově, vstupní část se nachází na východním boku areálu z ulice Černopolní. Ve středu nemocničního bloku se nachází vstupní hala s centrální evidencí. V roce 1953 byl v Kunzově ulici dokončen bytový dům pro zaměstnance ústavu. Od roku 1957 bylo zařízení součástí Krajského ústavu národního zdraví v Brně a neslo název Fakultní dětská nemocnice s poliklinikou. Mezi lety 1969 a 1973 byl postaven podle projektu Karla Volavého expektační pavilon.

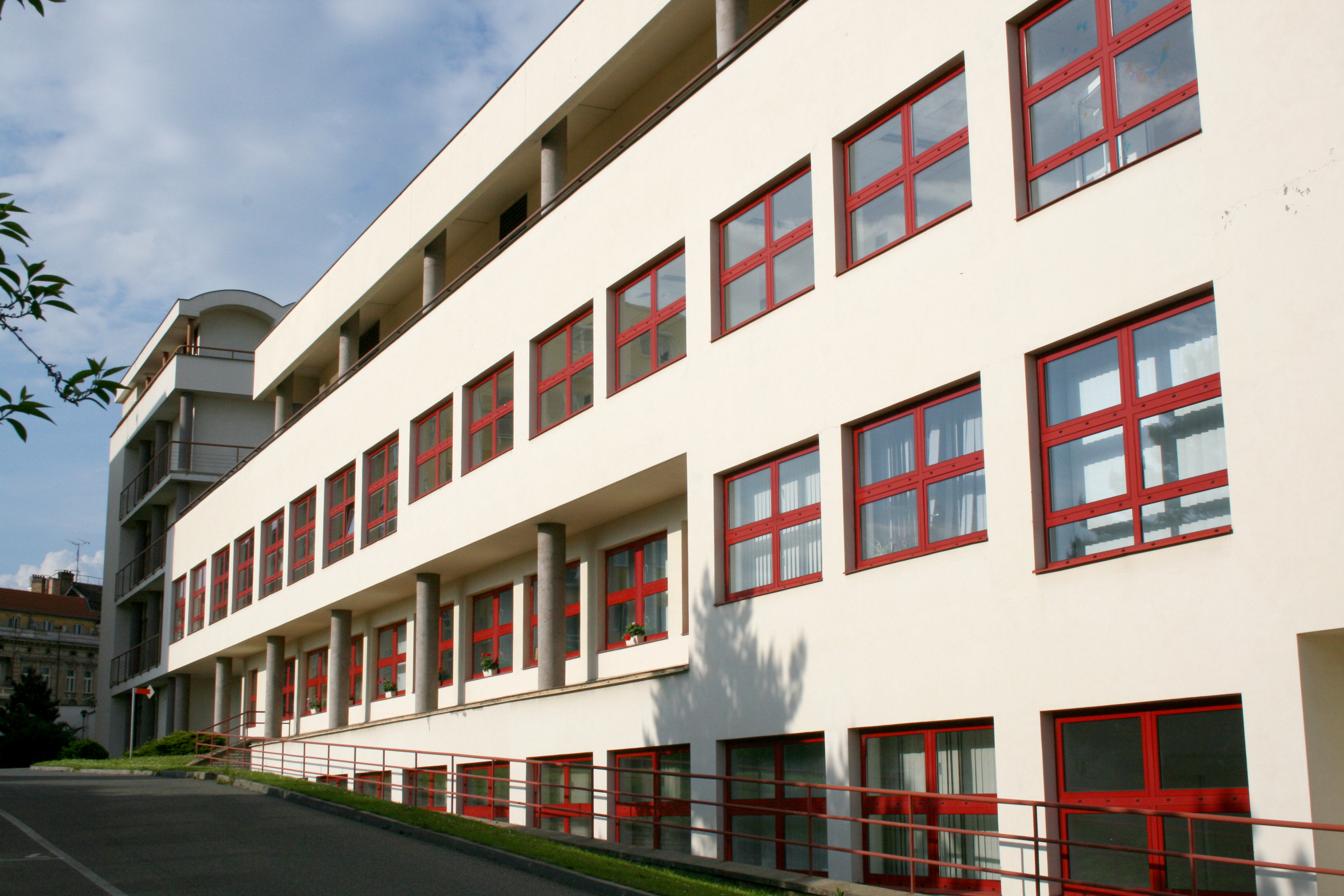
Pavilon F z 90. let 20. století

Po roce 1989 získala nemocnice název Fakultní dětská nemocnice J. G. Mendela. V 90. letech 20. století proběhla celková rekonstrukce zařízení, spojená s dostavbou dalších pavilonů, vše podle projektu Zdeňka Janského. Roku 1996 byl v sousedství Kunzovy ulice dokončen pavilon F s centralizovanými operačními sály a s heliportem, o čtyři roky později byl dán do užívání nový integrovaný objekt G uprostřed nemocničního bloku. Stavební práce definitivně skončily v roce 2001 a díky rozšíření komplexu mohla být do areálu přestěhována i pracoviště, která do té doby musela být z kapacitních důvodů umístěna mimo dětskou nemocnici.
Z ekonomických a organizačních důvodů byla v roce 1998 Fakultní dětská nemocnice J. G. Mendela sloučena s Fakultní nemocnicí s poliklinikou Bohunice a Fakultní porodnicí Brno ve Fakultní nemocnici Brno.
Součástí dětské nemocnice je i samostatný infekční pavilon v Černopolní ulici. Ten byl postaven roku 1898 jako Útulna pro slepé dívky, která zde fungovala do roku 1945. Měla být obnovena v roce 1948, kdy však byla budova předána obnovované dětské nemocnici.